# Teiko Kiwa
Teiko Kiwa (japonès: 喜波貞子; Yokohama, 20 de novembre de 1902 - Niça, 29 de maig de 1983), nascuda com a Laetitia Jacoba Wilhelmina Klingen, també coneguda com a Sadako Kiba, va ser una cantant d'òpera japonesa-holandesa. Era coneguda com "la Duse japonesa", una referència a l'actriu italiana Eleanora Duse.

## Biografia
Teiko Kiwa va néixer a Yokohama, filla d'un funcionari holandès, Hermanus Klingen, i de la modista Tsuru Antonia Klingen, filla d'una japonesa. Teiko Kiwa es va traslladar a Itàlia el 1920, per formar-se com a cantant.
Kiwa es va especialitzar a interpretar papers d'òpera japonesa, incloent-hi el paper de Cio-Cio San de Madama Butterfly de Giacomo Puccini. En fer-ho, vestia els seus propis quimonos i accessoris autèntics, en comptes dels vestits europeus habituals. Va protagonitzar Madama Butterfly en el seu debut professional el 1922, al Teatre Nacional de São Carlos de Lisboa. Va ser la primera dona japonesa a cantar el paper a l'Òpera Nacional de Polònia i a l'Òpera i Ballet Nacional de Finlàndia, i la segona a cantar el paper al Brasil. També va cantar el paper a moltes altres ciutats europees, com ara Roma, Barcelona i Viena. "L'exquisida soprano japonesa va demostrar ser l'actriu més apassionada que mai ha interpretat aquest paper", va escriure un crític el 1926.
També va interpretar Norina a Don Pasquale i Mimì a La bohème. Va fer enregistraments per al segell Victor a la dècada del 1930. L'abril de 1927, va ser descrita com "l'única cantant que s'atreveix a viatjar en aeroavió". Va aparèixer a les portades de la revista americana Musical Courier l'agost i setembre de 1927.
Al Gran Teatre del Liceu de Barcelona va actuar la temporada 1935-1936, interpretant el paper protagonista de Madama Butterfly. Amb ella, van participar Elena Lucci (Suzuki), Mercè Roca (Kate Pinkerton), Miguel Barrosa (Pinkerton en la primera funció), Antoni Cortis (Pinkerton en les dues següents funcions) i Mario Gubiano (Sharpless), dirigits per Giuseppe Podestà.
Kiwa es va casar amb Czesław Rawita-Proszowski, un tenor polonès que també era el seu representant. Després de la Segona Guerra Mundial, Kiwa es va traslladar a Niça i va ensenyar cant. El seu marit va morir el 1973, i ella va morir a Niça el 1983, a vuitanta anys.
El 1990, es va emetre un documental a la televisió japonesa, titulat "Cio-Cio-San: la vida de la cant d'òpera Sadako Kiba", i es va publicar un CD amb les seves gravacions. Les seves restes van ser retornades a Yokohama el 2003. Materials relacionats amb la seva carrera van formar part d'una exposició a l'Òpera Nacional de Polònia el 2016.